# مصطفى دياب (ممثل)
مصطفى دياب (28 أغسطس 1969 - حلب) ممثل سوري، خريج المعهد العالي للفنون المسرحية، اشتهر بالعديد من الأعمال الكوميدية السورية، أول أعماله كان عيلة 7 نجوم 1997 بدور هاني هذه الشخصية التي ارتبطت بها عبارة «مو حيلا» والتي انتشرت ولا زالت منتشرة في المجتمعات العربية عامة والسورية خاصة حيث كان يقول «أنا هاني مو حيلا» وهي إحدى شخصيات الكاتب ممدوح حمادة.

## أعماله

### التلفزيون
- طيبون جدا بدور غزال - 1996
- عيلة 7 نجوم بدور هاني - 1997
- عيلة 8 نجوم بدور نبيل - 1998
- الثريا بدور إحسان - 1998
- 2ب2 بدور كنجو (أبو خليل) - 2001
- شو حكينا بدور بكري - 2001
- عش المجانين - 2001
- السفينة - 2002
- مرزوق على جميع الجبهات بدور رافي - 2004
- سوالف حريم - 2004
- أشواك ناعمة بدور الأستاذ وسيم- 2005
- خمسة و خميسة بدور فادي - 2005
- بكرا أحلى - 2005
- بهلول أعقل المجانين - 2007
- كثير من الحب كثير من العنف - 2007
- بهلول أعقل المجانين الجزء الثاني بدور سعد - 2008
- بقعة ضوء عدة أجزاء
- يوميات فهمان بدور الطباخ - 2001

## اشاعات وفاته
انتشرت شائعات بانه قد توفى ولكنه رد على هذه الإشاعات على مواقع السوشل ميديا بقوله «انا هاني مو حيالا».